# Seattle
Seattle (phát âm /siːˈæɾ(ə)l/ ⓘ, us dict: sē•ăt′•əl) là một thành phố cảng biển tọa lạc ở vùng Tây Bắc Thái Bình Dương của Hoa Kỳ. Thành phố này nằm ở phía tây tiểu bang Washington trên một dải đất giữa Vịnh Puget (một nhánh nhỏ của Thái Bình Dương) và hồ Washington, khoảng cách khoảng 160 km về phía nam biên giới Canada – Hoa Kỳ. Thành phố được đặt tên theo tù trưởng Seattle, thuộc các bộ lạc Duwamish và Suquamish. Seattle là trung tâm của vùng đô thị Seattle–Tacoma–Bellevue lớn thứ 15 ở Hoa Kỳ và lớn thứ nhất ở Tây Bắc Thái Bình Dương. Là một trung tâm kinh tế, văn hóa, giáo dục của khu vực, Seattle là thủ phủ của Quận King. Theo cuộc điều tra dân số vào tháng 4 năm 2009, Seattle có dân số khoảng 617.000 người, còn vùng đô thị là 4.158.000 người. Cảng Seattle và Sân bay quốc tế Seattle-Tacoma là cửa ngõ chính đi tới Châu Á, Alaska và các nơi khác trên thế giới.
Những người bản địa đã định cư tại Seattle ít nhất 4000 năm, nhưng khu định cư người châu Âu chỉ bắt đầu vào giữa thế kỷ 19. Những người định cư châu Âu lâu dài đầu tiên — Arthur A. Denny và những người tiếp theo được gọi là bọn Denny — đã đến đây vào ngày 13 tháng 11 năm 1851. Năm 1853, David Swinson Maynard đã đề xuất tên gọi khu định cư chính được đổi thành "Seattle", một tên gọi Anh hóa của tên Sealth, tù trưởng của hai bộ lạc địa phương. Kể từ đó, thành phố có tên gọi là Seattle. Từ năm 1869 cho đến năm 1882, Seattle đã có biệt danh "Queen City".
Seattle nổi tiếng với việc tiêu thụ nhiều cà phê; các công ty cà phê được thành lập hoặc đóng trụ sở ở Seattle có Starbucks, Seattle's Best Coffee, và Tully's. Các nhà nghiên cứu tại Trường Đại học Central Connecticut đã xếp hạng Seattle là thành phố học thức nhất Hoa Kỳ trong 69 thành phố lớn nhất châu Mỹ trong năm 2005 và 2006, xếp thứ nhì trong năm 2007 (sau Minneapolis, Minnesota), và hòa với Minneapolis vào năm 2008. Ngoài ra, số liệu điều tra từ Cục điều tra dân số Hoa Kỳ cho thấy Seattle là thành phố có giáo dục cao nhất Hoa Kỳ, với 52,5% dân số từ tuổi 25 trở lên có bằng cử nhân hoặc cao hơn. Seattle là nơi sinh của huyền thoại nhạc rock Jimi Hendrix và phong cách nhạc gọi là "grunge" trứ danh bởi các ban nhạc Nirvana, Alice in Chains, Pearl Jam, và Soundgarden. Bruce Lee và người con trai của ông, Brandon Lee được an táng ở khu nghĩa trang Lakeview.
Xét về thu nhập bình quân đầu người, một nghiên cứu của Cục phân tích kinh tế Mĩ xếp hạng vùng đô thị Seattle đứng thứ 17 trong 363 khu vực đô thị trong năm 2006. Seattle từ một vùng kinh tế lạc hậu, nay đã phát triển mạnh mẽ về trung tâm công nghệ thông tin, hàng không, kiến trúc và các ngành công nghiệp giải trí. Thành phố được biết đến như một trung tâm của những người yêu công nghệ "xanh".
Các tuyến đường sắt và xe điện thô sơ (street car) đã từng thống trị hệ thống giao thông nhưng đã bị thay thế phần lớn bằng một hệ thống xe buýt dày đặc và sự phát triện nhanh chóng đã khiến cho xe hơi trở thành phương tiện chính của người dân từ giữa đến cuối thế kỉ XX. Chính vì vậy, Seattle đã trở thành một trong những thành phố có nạn ùn tắc giao thông nhiều nhất nước Mĩ. Mặc dù vậy, những nỗ lực để thay đổi vấn nạn này tại các khu vực và các cơ quan chức năng đã dẫn đến dịch vụ đường sắt mới nối Seattle đến Everett và Tahoma, liên kết khu vực Light Rail về phía Nam từ khu Trung tâm và khu nội thành South Lake Union bằng tuyến đường sắt South Lake Union. Một tuyến đường mở rộng ở phía Nam đi tới Sân bay Quốc tế Seattle-Tahoma bắt đầu được đưa vào sử dụng từ ngày 19 tháng 12 năm 2009; tuyến đường mở rộng ở phía Bắc thì đi đến Đại học Washington được xây dựng vào năm 2010; và một vài mở rộng xa hơn như kế hoạch đi đến Lynnwood ở phía Bắc, Des Moines ở phía Nam, và Bellevue và Redmond ở phía Đông vào năm 2023.

## Lịch sử

### Thành lập

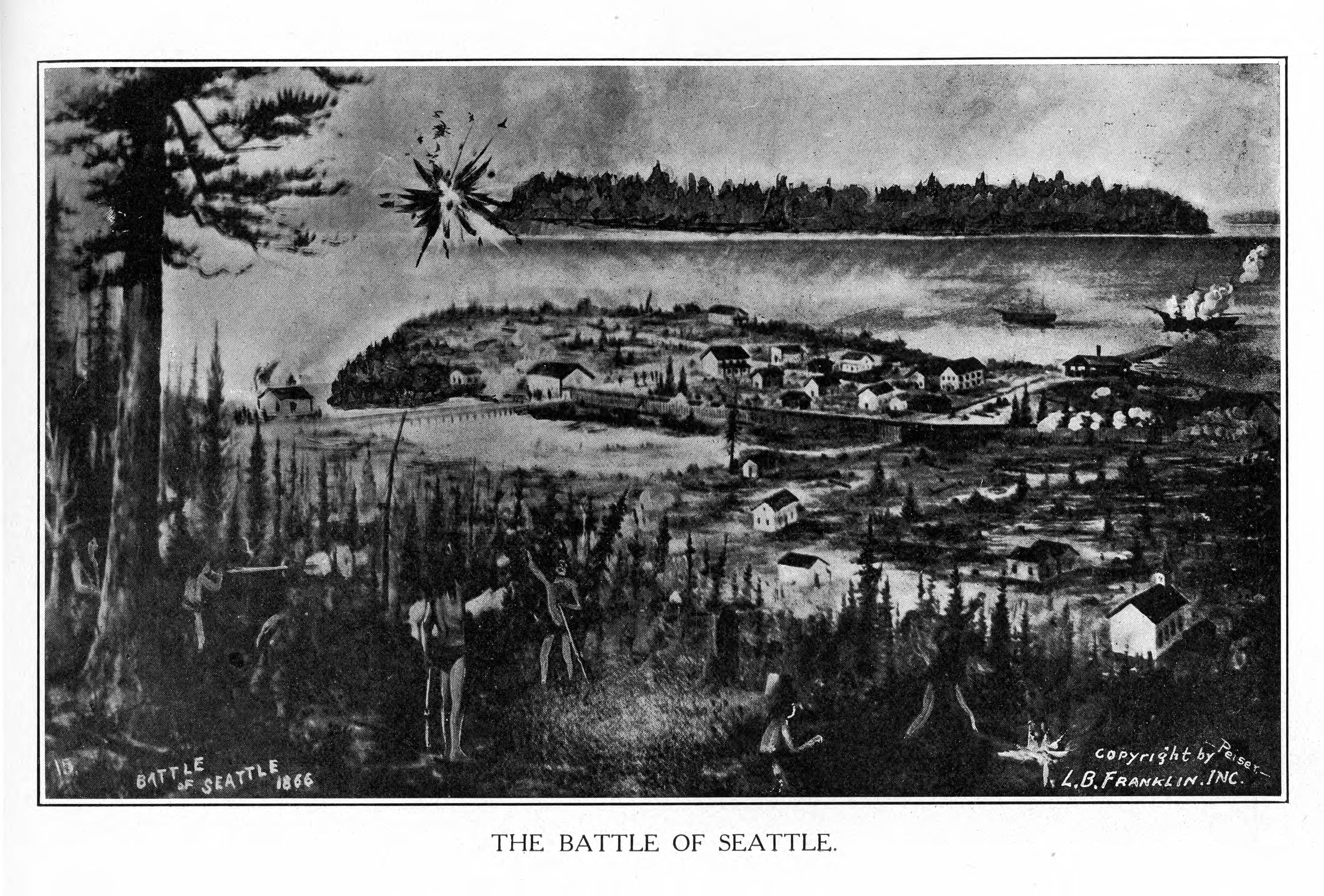
Trận Seattle (1856)

Khai quật khảo cổ xác nhận rằng khu vực Seattle đã có con người sinh sống cách đây ít nhất 4.000 năm. Trước khi những người châu Âu đầu tiên đến khu vực này, người dân bản địa (nay gọi là tộc Duwamish) đã chiếm 17 làng quanh khu vực Vịnh Elliott.
Người châu Âu đầu tiên đặt chân đến khu vực Seattle là George Vancouver vào tháng 5 năm 1792 trong chuyến thám hiểm để lập biểu đồ Tây Bắc Thái Bình Dương (1791-1795). Năm 1851, một đoàn người đông đúc do Luther Collins đặt chân đến cửa sông Duwamish, họ đã tuyên bố chủ quyền vùng đất này vào ngày 14 tháng 9 năm 1851. Mười ba ngày sau đó, các thành viên của nhóm người Collins trên đường đi dành chủ quyền đã đi ngang qua ba trinh sát viên của nhóm Denny. Các thành viên của nhóm Denny tuyên bố chủ quyền vùng đất Aiki Point vào ngày 28 tháng 9 năm 1851. Số người còn lại của nhóm Denny đi buồm từ Portland, Oregon và đến được Aiki Point trong một cơn mưa bão ngày 13 tháng 11 năm 1851.
Sau một mùa đông khó khăn, hầu hết các thành viên nhóm Denny di chuyển qua Vịnh Elliott và thành lập làng "Dewamps" hoặc "Duwamps" trên vùng đất mà ngày nay Pioneer Square. Charles Terry và John Low ở lại vị trí ban đầu và lập một ngôi làng mang tên "New York", nhưng lại đổi lại thành "New York Aiki" từ tháng 4 năm 1853. Chữ "Aiki" trong tiếng Chinook có nghĩa là lát nữa thôi, ngay bên cạnh hoặc một người nào đó. New York Alki và Duwamps cạnh tranh cho sự thống trị trong một vài năm tới, nhưng sau đó Aiki bị bỏ rơi và người dân chuyển sang sinh sống ở bên kia vịnh.
David Swinson ("Doc") Maynard, một trong những người sáng lập Duwamps, là người đề xuất tên gọi làng là "Seattle" từ tên của tù trưởng của hai bộ lạc Duwamish và Suquamish, Sealth. Thuật ngữ "Seattle", xuất hiện trên chính thức trên lãnh thổ Washington ngày 23 Tháng Năm 1853. Năm 1855, khu định cư được thành lập. Ngày 14 tháng 1 năm 1865, Lập pháp của Washington hợp nhất thị trấn Seattle với một ủy ban quản lý thành phố. Hai năm sau, sau khi đơn xin đã được nộp bởi hầu hết các công dân hàng đầu, lập pháp đã giải tán trị trấn. Năm 1867, một linh mục Công giáo người Canada gốc Pháp tên là Francis X. Prefontaine đến Seattle và quyết định thành lập một giáo xứ ở đó. Trong thời gian 1868-1869, ông đã góp tiền xây dựng nhà thờ bằng cách nâng cao tiền tại hội chợ, triển lãm ở khu vực Vịnh Puget và cho ra nhiều công trình, vào năm 1869, ông mở cửa nhà thờ Công giáo đầu tiên tại Seattle trên Đại lộ thứ ba và đường Washington, Thị trấn vẫn còn một khuôn viên của Quận King cho đến cuối năm 1869 khi một đơn yêu cầu mới đã được đệ lên và thành phố đã được tái hợp với một chính quyền thị trưởng-hội đồng. Các con dấu chính thức của thành phố Seattle mang năm "1869".

### Cuộc đi tìm vàng, Thế chiến thứ I và Đại Khủng hoảng

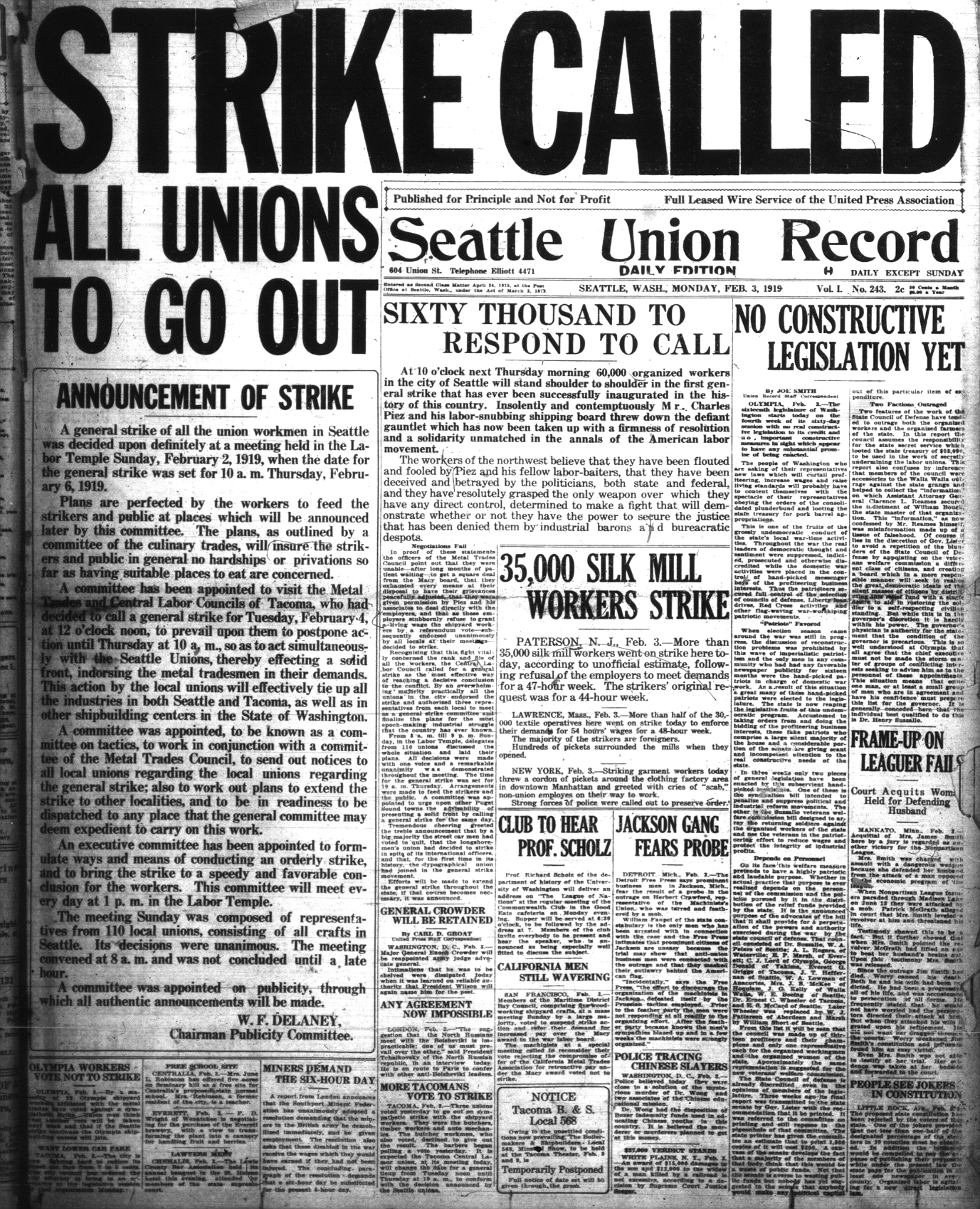
Một tờ báo loan tin cuộc Tổng đình công ở Seattle 1919

Kể từ khi tìm ra vàng ở dọc sông Klondike gần cuối thế kỉ XIX, mọi người đổ xô đến để đào vàng. Kể từ đó, Seattle đã trở thành một trung tậm vận chuyển lớn. Ngày 14 tháng 7 năm 1897, các tàu SS Portland chứa hàng tấn vàng cập cảng Seattle, và Seattle đã trở thành mốc giao thông chính và cung cấp hàng hoá cho các thợ mỏ ở Alaska và Yukon. Cùng với Seattle, các thành phố khác như Everett, Tacoma, Port Townsend, Bremerton, và Olympia, tất cả trong khu vực Vịnh Puget, trở thành đối thủ cạnh tranh để trao đổi, chứ không phải chỉ mình Seattle là trung tâm chính khai thác các kim loại quý. Cuộc đổ xô đi tìm vàng ở Yukon kết thúc vào năm 1909, và năm đó thành phố cũng đã đăng cai tổ chức Triển lãm thế giới.
Một sự bùng nổ đóng tàu có quy mô lớn ở phần đầu của thế kỷ 20 làm cho các hãng đóng tàu tăng thêm nhân công nhưng lại trả lương rất ít ỏi, các công nhân đã đồng loạt đình công 
để đạt được mức lương cao hơn sau hai năm Thế chiến thứ I kiểm soát tiền lương, đã tạo nên cuộc Tổng đình công ở Seattle năm 1919, là cuộc tổng đình công đầu tiên trong nước. Một kế hoạch phát triển thành phố vào năm 1912 do Virgil Bogue đề xướng nhưng không được sử dụng. Nền kinh tế của Seattle phát triển thịnh vượng vào những năm 1920 nhưng lại bị suy thoái do ảnh hưởng của Đại Khủng hoảng, và đã phải trải qua nhiều cuộc xung đột lao động nghiêm trọng nhất của đất nước trong thời kỳ đó. Những cuộc xung đột trong thời gian diễn ra cuộc Đình công bờ biển phía Tây năm 1934 đã khiến cho Seattle phải trả chi phí rất lớn nếu muốn đi đến cảng Los Angeles bằng tàu.
Seattle cũng là trụ sở của ông trùm sân khấu kịch hài Alexander Pantages, người mà đã mở hàng loạt các sân khấu dành cho kịch hài, kịch câm tại Seattle. Những nhà hát của ông luôn được mở rộng, và từ một người Mỹ gốc Hy Lạp nghèo túng, ông đã trở thành một trong những ông bầu xuất sắc nhất nước Mĩ và mau chóng trở thành ông trùm màn bạc. Seattle được cho là nơi hấp dẫn du khách ở miền Tây Hoa Kỳ nhờ vào các tạp kỹ (biểu diễn ca, nhạc, múa, xiếc...). Thành công của Pantages một phần là do công của Kỹ sư- Kiến trúc sư người Scotland B. Marcus Priteca. Priteca đã xây những nhà hát có thể phá huỷ hoặc dễ dàng di chuyển từ nơi này sang nơi khác cho nhiều mục đích khác nhau. Liên doanh Pantages-Priteca có độ ảnh hưởng rất lớn đối với công chúng Mĩ thời đó. Tuy nhiên, những nhà hát của Pantages-Priteca còn sót lại trên một số thành phố của Hoa Kỳ chỉ còn một cái tên là Pantages.

### Những năm sau chiến tranh: Hàng không và điện tử

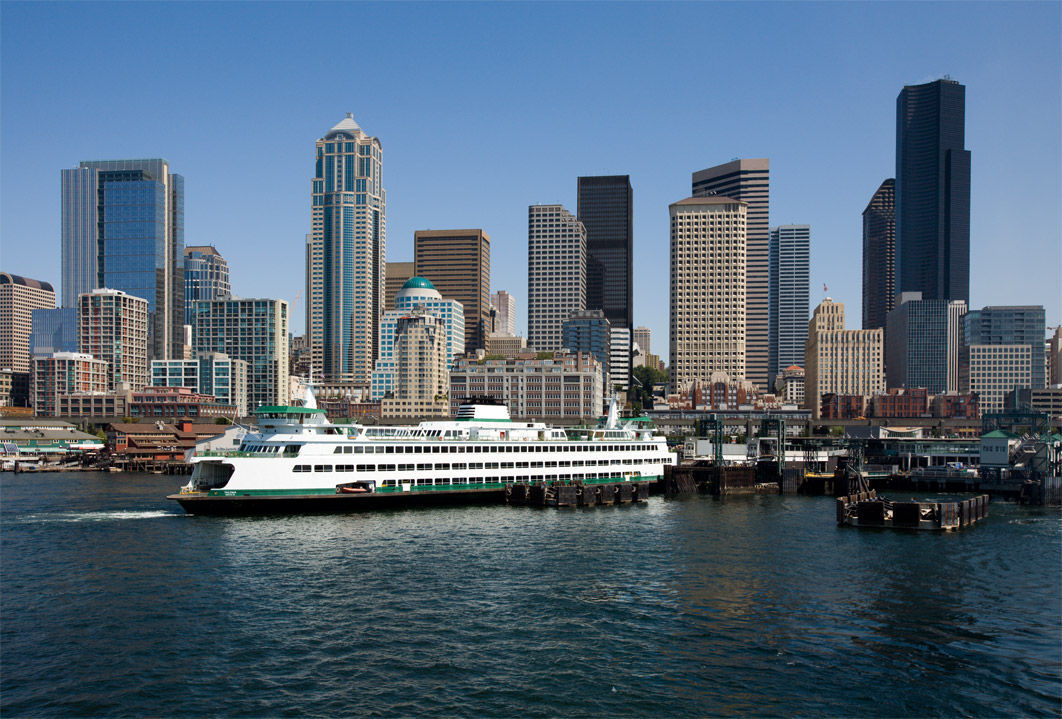
Trung tâm Seattle

Nền kinh tế khu vực xuống dốc sau khi Chiến tranh thế giới thứ hai kết thúc, đồng nghĩa với việc làn sóng nhập cư từ Nhật Bản đến Seattle. Nền kinh tế được phục hồi trở lại nhờ sự thống trị ngày càng tăng trong thị trường máy bay chở khách của công ty sản xuất máy bay Boeing. Seattle tổ chức lễ ăn mừng cho sự phục hồi thịnh vượng của nó và tổ chức Triển lãm thế kỉ 21 và Hội chợ thế giới 1962. Nhưng kinh tế địa phương đã đi vào một tình trạng suy thoái lớn trong cuối thập niên 1960 và đầu thập niên 1970. Nhiều người rời khỏi khu vực để tìm việc làm ở nơi khác, và các công ty bất động sản lớn ở Seattle đã đăng bản thông báo "Will the last person leaving Seattle – Turn out the lights."
Tuy nhiên, Seattle vẫn là trụ sở của Boeing cho đến năm 2001, sau đó thì chuyển sang thành phố Chicago, Illinois. Tuy vậy, Seattle vẫn là nơi sản xuất các dòng máy bay dân dụng của Boeing. Có hai nhà máy sản xuất đó là Boeing Renton Factory (nơi mà 707, 720, 727, và 757 được lắp ráp, trong đó 737 vẫn còn hoạt động đến ngày nay), nhà máy thứ hai là Boeing Everett Factory (nơi sản xuất 747, 767, 777, và 787).
Khi sự thịnh vượng bắt đầu trở lại vào những năm 80, thành phố đã làm sửng sốt giới truyền thông sau khi mười ba người đã thiệt mạng trong một câu lạc bộ đánh bài bất hợp pháp ở Quận International, Khu phố Tàu. Đây là vụ thảm sát tồi tệ nhất trong lịch sử của Seattle. Kỷ nguyên điện tử của Seattle bắt đầu từ việc Microsoft dời trụ sở từ Albuquerque, New Mexico đến gần Bellevue, Washington,
Vào giai đoạn này, Seattle đã có sự thu hút đối với giới doanh nghiệp. Vì vậy, thành phố đã là trụ sở của nhiều công ty lớn. Thành phố cũng là chủ nhà của Đại hội thể thao Goodwill Games năm 1990, Hội nghị APEC năm 1993. Cũng trong giai đoạn này, dòng nhạc grunge (xuất xứ từ Seattle) đã phát triển và phổ biến rộng khắp.

## Địa lý
Với tổng diện tích 83,9 dặm vuông, Seattle nằm ở 47,37 vĩ độ Bắc và 122,20 kinh độ Tây. Địa hình chính là đồi núi, Seattle nằm trên bảy ngọn đồi là Capitol Hill, First Hill, West Seattle, Beacon Hill, Magnolia, Denny Hill và Queen Anne. Kitsap và bán đảo Olympic cùng với những ngọn núi Olympic nằm ở phía Tây của Vịnh Puget, trong khi dãy Cascade và Lake Sammamish nằm về phía đông hồ Washington. Các khu rừng xanh tươi tốt và nhiều cơ quan nước đã cung cấp kế sinh nhai cho nhiều cộng đồng hái lượm và săn bắn.

### Địa hình

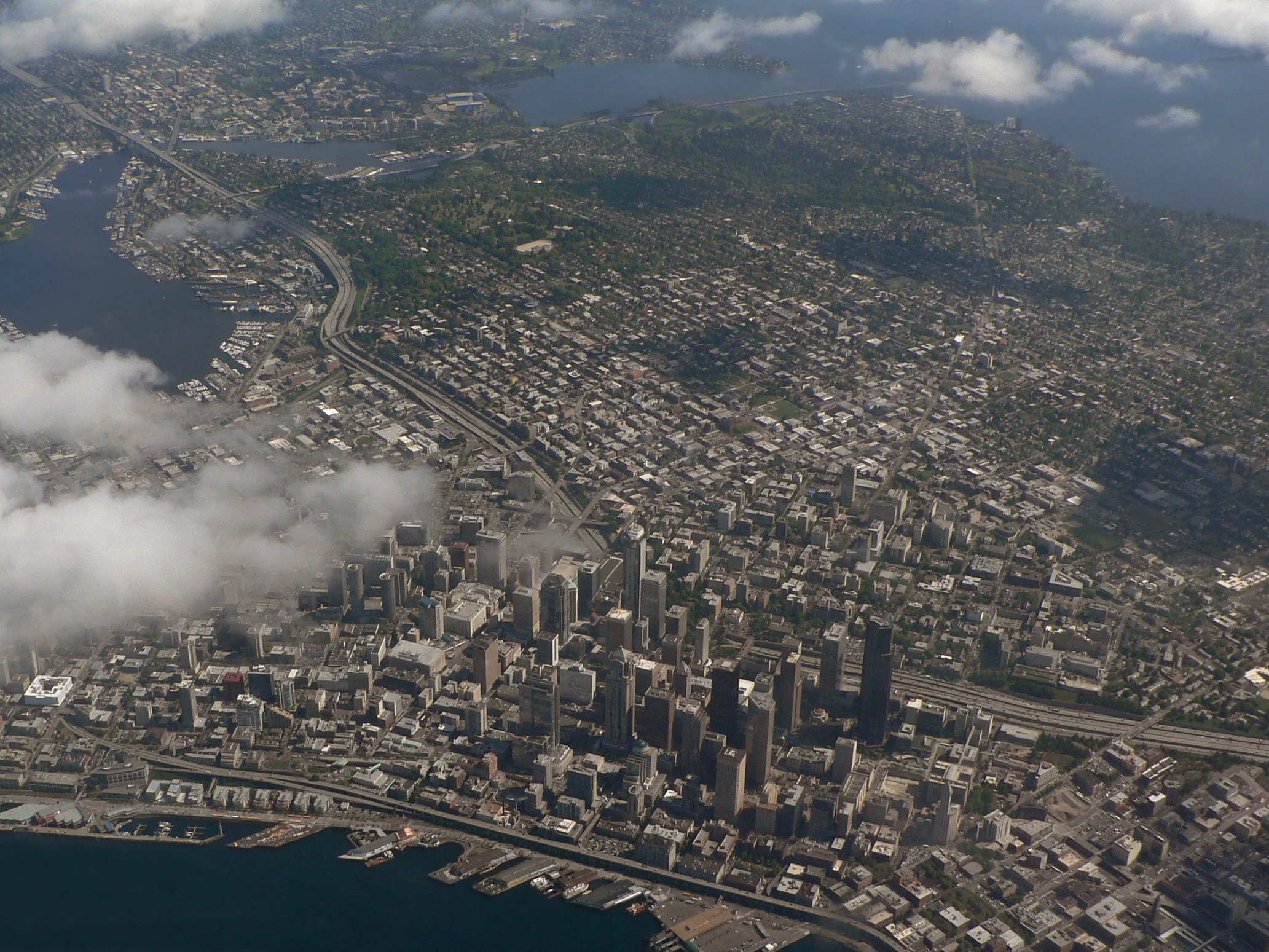
Trung tâm Seattle được bao bọc bởi Vịnh Elliot (phía dưới bên trái), hạ Broadway (từ phía trên trái đến phía trên bên phải), Yesler Way (phía dưới phải) và Denny Way (vùng bị che bởi mây)

Seattle nằm giữa Vịnh Puget (là một vịnh nhỏ, được xem là cánh tay phải của Thái Bình Dương) về phía tây, và hồ Washington về phía đông. Cảng chính của thành phố, Elliott Bay, là lối vào của Vịnh Puget. Ở phía Tây, bên kia Vịnh Puget là bán đảo Kitsap, dãy núi Olympic trên bán đảo Olympic; ở phía Đông, có hồ Washington, vùng ngoại ô, hồ Sammamish và dãy Cascade.
Biển, sông, rừng, hồ, và các cánh đồng xung quanh Seattle đã hỗ trợ cho các hoạt động xã hội. Khu vực xung quanh cũng có địa hình rất thích hợp cho việc chèo thuyền, trượt tuyết, đi xe đạp, cắm trại, đi bộ đường dài,...

Thành phố năm ngay tại khu vực đồi núi, mặc dù không được đồng đều cho lắm. Giống như Roma, thành phố được cho là nằm trên bảy ngọn đồi, bao gồm đồi Capitol, đồi First, West Seattle, đồi Beacon, Queen Anne, Magnolia, và Denny. Nhiều khu vực đồi núi nằm gần trung tâm thành phố, tạo thành một sống núi dọc theo một eo đất giữa Vịnh Elliott và Hồ Washington. Vết nứt trong các sóng núi giữa đồi First và đồi Beacon là nhân tạo, kết quả của việc hai trong số nhiều dự án định hình lại trung tâm thành phố. Địa hình ở trung tâm thành phố cũng đã được thay đổi bởi việc xây dựng một bờ đê và đảo nhân tạo Harbor (hoàn thành năm 1909) ở cửa công nghiệp Duwamish Waterway. Điểm cao nhất trong giới hạn thành phố nằm ở West Seattle, nằm gần Đại lộ Tây Nam thứ 35 và SW Myrtle St. Các ngọn đồi đáng chú ý khác bao gồm Crown Hill, View Ridge/Wedgwood/Bryant, Maple Leaf, Phinney Ridge, Mt. Baker Ridge, Highlands/Carkeek/Bitterlake.

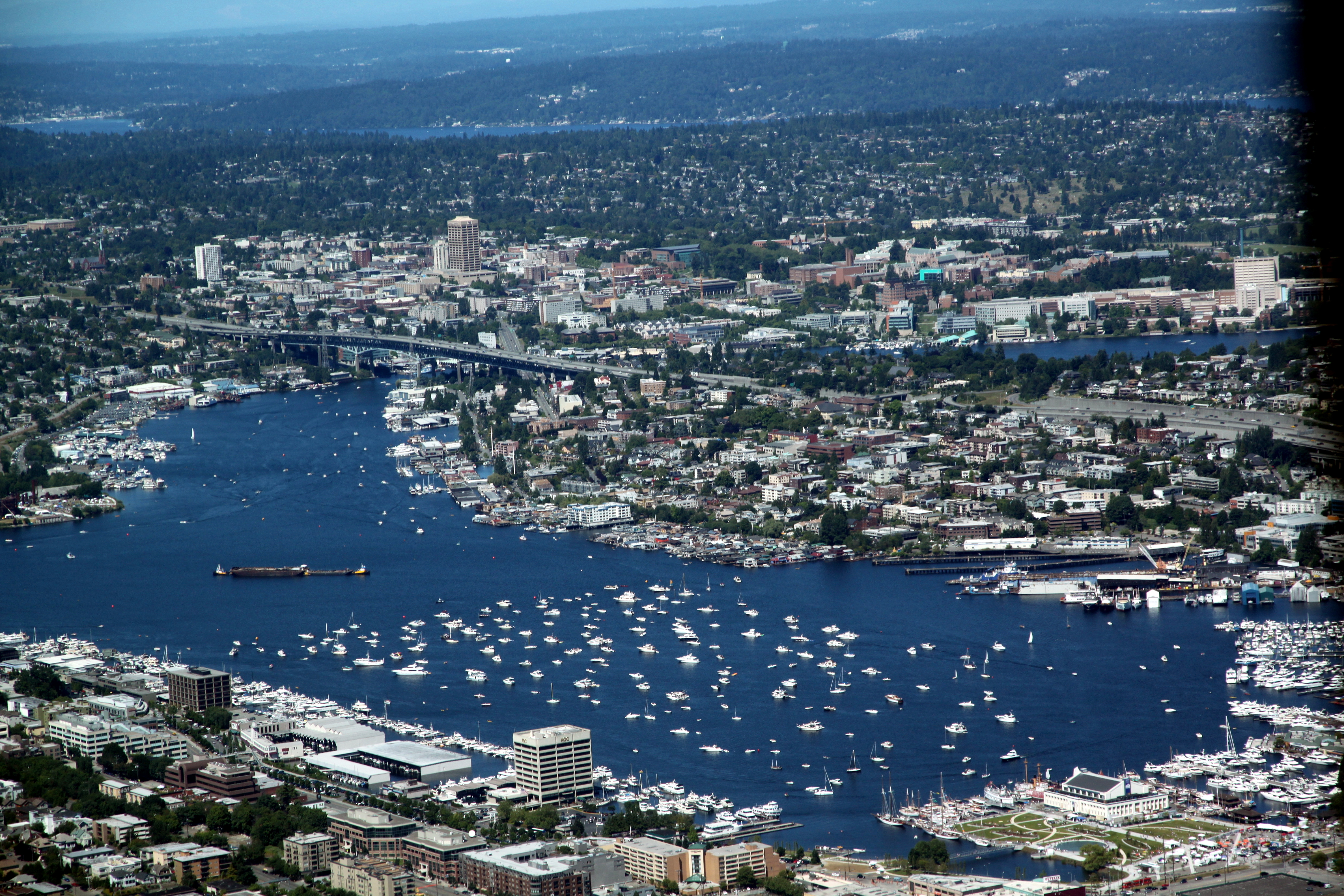
Những con thuyền đậu ở Hồ Union để chuẩn bị cho pháo hoa mừng Quốc khánh

Ở phía Bắc trung tâm thành phố, kênh đào Hồ Washington kết nối Vịnh Puget với Hồ Washington. Nó hợp thành bốn phần: Hồ Union, Vịnh Salmon, Vịnh Portage, và Vịnh Union.
Vì nằm trên Vành đai lửa Thái Bình Dương, Seattle là nơi thường xuyên xảy ra động đất. Vào ngày 28 tháng 2 năm 2001, một cơn động đất 6,8 độ Richter đã tàn phá thành phố, đặc biệt là ở khu vực Quảng trường Pioneer (được xây dựng trên đất khai hoang, là Khu công nghiệp và một phần trung tâm thành phố), nhưng không gây tử vong. Một số địa chấn có thể kể đến vào ngày 26 tháng 1 năm 1700 (ước tính khoảng 9 độ richter), ngày 14 tháng 12 năm 1872 (7.3 hoặc 7.4 độ), ngày 13 tháng 4 năm 1949 (7.1), and ngày 29 tháng 4 năm 1965 (6.5). Cơn địa chấn vào năm 1949 đã gây ra 8 ca tử vong, tất cả đều sống ở Seattle; còn cơn địa chấn năm 1965 đã làm ba người thiệt mạng ở Seattle, trong đó có một vụ là do lên cơn đau tim. Mặc dù rãnh đứt gãy Seattle nằm về phía nam trung tâm thành phố, không phải nó cũng không phải hút chìm Cascadia đã gây nên trận động đất lúc thành phố được thành lập. Khu vực hút chìm Cascadia đặt ra mối đe dọa vì nó có thể gây nên một trận động đất 9 độ richter hoặc cao hơn, có khả năng gây tổn hại nghiêm trọng thành phố và khiến nhiều tòa nhà sụp đổ, đặc biệt là trong khu vực được xây trên nền đất yếu.
Theo Cục điều tra dân số Hoa Kỳ, Seattle có tổng diện tích là 142,5 dặm vuông Anh (369 km2), 83,9 dặm vuông Anh (217 km2) ở đất liền và 58,7 dặm vuông Anh (152 km2) là nước (chiếm 41% tổng diện tích thành phố).

### Khí hậu
Seattle là nơi có mưa nhiều làm thành phố luôn xanh tươi, vì vậy Seattle được gọi là "The Emerald City". Thành phố thường được mô tả là có khí hậu Ôn đới Hải dương hoặc là khí hậu Bờ biển tây Marine, một loại khí hậu đặc trưng của bờ biển phía Tây của châu lục. Ở Seattle, mùa đông thì ẩm ướt còn mùa hạ thì ấm áp. Theo hệ thống Phân loại khí hậu Köppen thì giống như các thành phố khác ở Tây Bắc Thái Bình Dương, Seattle nằm trong khu vực cận nhiệt đới có mùa hè khô và tương đối mát mẻ. Một số các hệ thống phân loại khí hậu khác như Trewartha chỉ phân loại Seattle là thuộc khí hậu Ôn đới.
Nhiệt độ ít khi xuống 0 độ C vào mùa đông nên ít khi có tuyết. Lượng tuyết rơi trung bình hằng năm là 33 cm (được đo bởi Sân bay Sea-Tac). Mưa nhiều nhất là vào tháng 1 đến tháng năm và từ tháng mười đến tháng mười hai. Mưa không lớn nhưng đa số là mưa phùn, nhỏ và kéo dài. Trong một tuần mưa có thể liên tục bảy ngày, một năm chỉ được khoảng 60-70 ngày nắng. Bão ít khi xảy ra ở Seattle. Thời gian khô ráo nhất trong năm là từ tháng 6 đến tháng 8.
Cũng giống như các thành phố nằm trên cùng vĩ tuyến cao phía Bắc, ngày mùa hè ở Seattle kéo dài (mặt trời chiếu sáng suốt 16 giờ vào ngày 21/6), ngược lại, ngày mùa đông lại ngắn và ảm đạm (mặt trời chỉ chiếu 8,5 giờ ngày 21/12).
Tám mươi dặm (130 km) về phía Tây là Rừng già Hoh ở Công viên Quốc gia Olympic. Nó nằm trên các sườn tây của dãy núi Olympic nhận được một lượng mưa hàng năm trung bình là 3.610 mm và thủ phủ của tiểu bang, Olympia có lượng mưa hàng năm là 1320 mm. Khí hậu vào giữa tháng Bảy đến giữa tháng Chín thường nắng và khô ráo hơn. Trong khoảng thời gian này, Seattle thường sẽ có mười, hai mươi, hoặc ba mươi ngày không có hạt mưa nào. Trung bình có 20 mm mưa rơi vào tháng bảy và 25 mm trong tháng Tám. Khí hậu vào mùa hè khô hơn đáng kể và có độ ẩm thấp hơn so với ở những vùng có khí hậu lục địa ẩm. Ta có thể dễ dàng nhận thấy điều đó, thường là khi nhiệt độ đạt trên 26,7 độ C. Chính vì vậy, Seattle thỉnh thoảng có các cơn dông vào mùa hè.
| Dữ liệu khí hậu của Seattle (Sân bay quốc tế Seattle-Tacoma) 1981−2010 | Dữ liệu khí hậu của Seattle (Sân bay quốc tế Seattle-Tacoma) 1981−2010 | Dữ liệu khí hậu của Seattle (Sân bay quốc tế Seattle-Tacoma) 1981−2010 | Dữ liệu khí hậu của Seattle (Sân bay quốc tế Seattle-Tacoma) 1981−2010 | Dữ liệu khí hậu của Seattle (Sân bay quốc tế Seattle-Tacoma) 1981−2010 | Dữ liệu khí hậu của Seattle (Sân bay quốc tế Seattle-Tacoma) 1981−2010 | Dữ liệu khí hậu của Seattle (Sân bay quốc tế Seattle-Tacoma) 1981−2010 | Dữ liệu khí hậu của Seattle (Sân bay quốc tế Seattle-Tacoma) 1981−2010 | Dữ liệu khí hậu của Seattle (Sân bay quốc tế Seattle-Tacoma) 1981−2010 | Dữ liệu khí hậu của Seattle (Sân bay quốc tế Seattle-Tacoma) 1981−2010 | Dữ liệu khí hậu của Seattle (Sân bay quốc tế Seattle-Tacoma) 1981−2010 | Dữ liệu khí hậu của Seattle (Sân bay quốc tế Seattle-Tacoma) 1981−2010 | Dữ liệu khí hậu của Seattle (Sân bay quốc tế Seattle-Tacoma) 1981−2010 | Dữ liệu khí hậu của Seattle (Sân bay quốc tế Seattle-Tacoma) 1981−2010 |
| Tháng                                                                  | 1                                                                      | 2                                                                      | 3                                                                      | 4                                                                      | 5                                                                      | 6                                                                      | 7                                                                      | 8                                                                      | 9                                                                      | 10                                                                     | 11                                                                     | 12                                                                     | Năm                                                                    |
| ---------------------------------------------------------------------- | ---------------------------------------------------------------------- | ---------------------------------------------------------------------- | ---------------------------------------------------------------------- | ---------------------------------------------------------------------- | ---------------------------------------------------------------------- | ---------------------------------------------------------------------- | ---------------------------------------------------------------------- | ---------------------------------------------------------------------- | ---------------------------------------------------------------------- | ---------------------------------------------------------------------- | ---------------------------------------------------------------------- | ---------------------------------------------------------------------- | ---------------------------------------------------------------------- |
| Cao kỉ lục °F (°C)                                                     | 64 (18)                                                                | 70 (21)                                                                | 79 (26)                                                                | 84 (29)                                                                | 93 (34)                                                                | 97 (36)                                                                | 102 (39)                                                               | 99 (37)                                                                | 99 (37)                                                                | 90 (32)                                                                | 73 (23)                                                                | 64 (18)                                                                | 102 (39)                                                               |
| Trung bình ngày tối đa °F (°C)                                         | 47.1 (8.4)                                                             | 49.8 (9.9)                                                             | 53.8 (12.1)                                                            | 58.5 (14.7)                                                            | 64.8 (18.2)                                                            | 70.0 (21.1)                                                            | 75.7 (24.3)                                                            | 76.3 (24.6)                                                            | 70.5 (21.4)                                                            | 59.7 (15.4)                                                            | 50.9 (10.5)                                                            | 45.7 (7.6)                                                             | 60.3 (15.7)                                                            |
| Tối thiểu trung bình ngày °F (°C)                                      | 36.9 (2.7)                                                             | 36.9 (2.7)                                                             | 39.4 (4.1)                                                             | 42.3 (5.7)                                                             | 47.3 (8.5)                                                             | 52.0 (11.1)                                                            | 55.6 (13.1)                                                            | 55.9 (13.3)                                                            | 52.2 (11.2)                                                            | 45.9 (7.7)                                                             | 39.9 (4.4)                                                             | 35.6 (2.0)                                                             | 45.0 (7.2)                                                             |
| Thấp kỉ lục °F (°C)                                                    | 0 (−18)                                                                | 1 (−17)                                                                | 10 (−12)                                                               | 28 (−2)                                                                | 28 (−2)                                                                | 37 (3)                                                                 | 43 (6)                                                                 | 45 (7)                                                                 | 36 (2)                                                                 | 28 (−2)                                                                | 7 (−14)                                                                | 7 (−14)                                                                | 0 (−18)                                                                |
| Lượng Giáng thủy trung bình inches (mm)                                | 5.57 (141.5)                                                           | 3.50 (88.9)                                                            | 3.72 (94.5)                                                            | 2.71 (68.8)                                                            | 1.94 (49.3)                                                            | 1.57 (39.9)                                                            | 0.70 (17.8)                                                            | 0.88 (22.4)                                                            | 1.50 (38.1)                                                            | 3.48 (88.4)                                                            | 6.57 (166.9)                                                           | 5.35 (135.9)                                                           | 37.50 (952.4)                                                          |
| Lượng tuyết rơi trung bình inches (cm)                                 | 1.4 (3.6)                                                              | 1.7 (4.3)                                                              | 0.8 (2.0)                                                              | 0.0 (0.0)                                                              | 0.0 (0.0)                                                              | 0.0 (0.0)                                                              | 0.0 (0.0)                                                              | 0.0 (0.0)                                                              | 0.0 (0.0)                                                              | 0.0 (0.0)                                                              | 1.2 (3.0)                                                              | 1.7 (4.3)                                                              | 6.8 (17.2)                                                             |
| Số ngày giáng thủy trung bình (≥ 0.01 in)                              | 18.2                                                                   | 14.7                                                                   | 16.9                                                                   | 14.3                                                                   | 12.0                                                                   | 9.1                                                                    | 5.0                                                                    | 4.8                                                                    | 7.9                                                                    | 13.1                                                                   | 18.4                                                                   | 17.6                                                                   | 152.0                                                                  |
| Số ngày tuyết rơi trung bình (≥ 0.1 in)                                | 1.3                                                                    | 0.9                                                                    | 0.5                                                                    | 0.0                                                                    | 0.0                                                                    | 0.0                                                                    | 0.0                                                                    | 0.0                                                                    | 0.0                                                                    | 0.0                                                                    | 0.3                                                                    | 1.6                                                                    | 4.6                                                                    |
| Độ ẩm tương đối trung bình (%)                                         | 78.0                                                                   | 75.2                                                                   | 73.6                                                                   | 71.4                                                                   | 68.9                                                                   | 67.1                                                                   | 65.4                                                                   | 68.2                                                                   | 73.2                                                                   | 78.6                                                                   | 79.8                                                                   | 80.1                                                                   | 73.3                                                                   |
| Số giờ nắng trung bình tháng                                           | 69.8                                                                   | 108.8                                                                  | 178.4                                                                  | 207.3                                                                  | 253.7                                                                  | 268.4                                                                  | 312.0                                                                  | 281.4                                                                  | 221.7                                                                  | 142.6                                                                  | 72.7                                                                   | 52.9                                                                   | 2.169,7                                                                |
| Phần trăm nắng có thể                                                  | 25                                                                     | 38                                                                     | 48                                                                     | 51                                                                     | 54                                                                     | 56                                                                     | 65                                                                     | 64                                                                     | 59                                                                     | 42                                                                     | 26                                                                     | 20                                                                     | 49                                                                     |
| Nguồn: NOAA (độ ẩm, nắng 1961−1990)                                    |                                                                        |                                                                        |                                                                        |                                                                        |                                                                        |                                                                        |                                                                        |                                                                        |                                                                        |                                                                        |                                                                        |                                                                        |                                                                        |

## Kinh tế

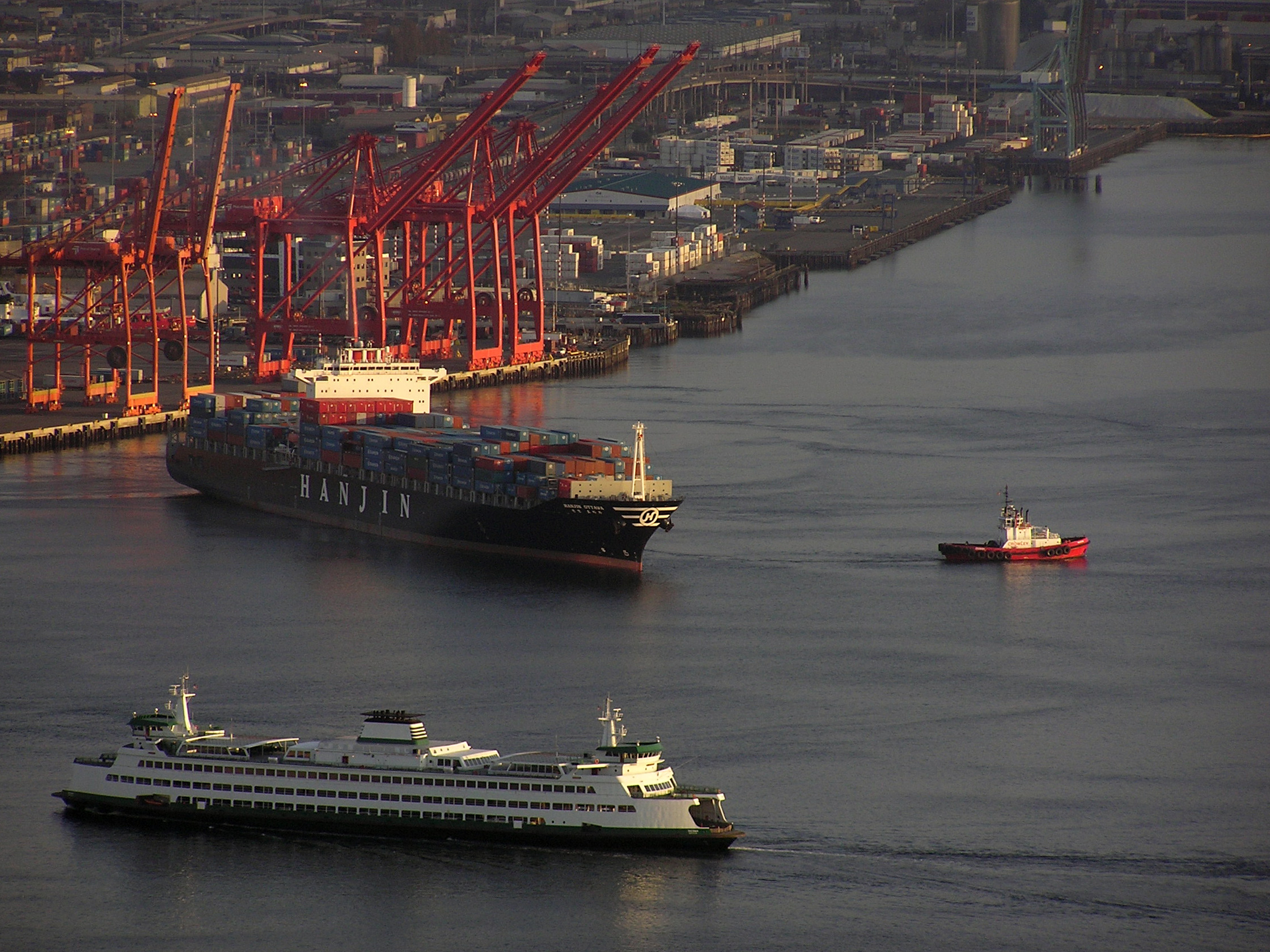
Cảng Seattle

Vùng Vịnh Puget là trung tâm kinh tế của Bang Washington và khu vực Tây Bắc Thái Bình Dương. Seattle chiếm ưu thế ở vùng này, nơi có xấp xỉ 2/3 tổng số lao động của tiểu bang. Kể từ khi Chiến tranh thế giới thứ hai kết thúc, Seattle đã chuyển mình từ một thị trấn bình lặng chuyên về ngư nghiệp và khai thác lâm sản sang một trung tâm tiên phong về công nghệ cao. Seattle là nơi xuất phát của công ty làm chủ các quán cà phê Starbucks và những công ty cạnh tranh nhỏ hơn để thỏa mãn nhu cầu về loại cà phê dành cho giới thượng lưu.
Theo các nhà phân tích, Seattle có mức độ tăng trưởng trung bình. Bên cạnh cuộc suy thoái gần đây, nền kinh tế Seattle/ Vịnh Puget đã phát triển nhanh hơn nền kinh tế cả nước. Sự tăng trưởng kinh tế của Seattle cũng đã vượt xa hầu hết các thành phố ở khu Bờ biển phía Tây. Tốc độ tăng trưởng trên trung bình là xu hướng trường kỳ, nó vượt qua vòng tuần hoàn kinh tế và dự kiến sẽ tiếp tục tăng trưởng theo như dự đoán trong tương lai.
Nền kinh tế ở Seattle cũng phụ thuộc vào Boeing. Gần 60 ngàn người khắp thành phố Seattle làm việc cho hãng Boeing. Vào năm 2005, chỉ riêng hãng hàng không vũ trụ này đã chiếm 40.6% về việc làm trong tất cả các ngành công nghiệp sản xuất ở Khu đô thị Seattle. Tuy nhiên Vụ tấn công khủng bố ngày 11/9 và suy thoái kinh tế quốc gia đã kéo sự suy sụp của du lịch hàng không. Vào giữa năm 2004, hãng Boeing đã sa thải 50,800 công việc trong khu vực. Mặc dù vậy, hãng Boeing tuyên bố rằng việc sản xuất máy bay thương mại chở khách vẫn sẽ được duy trì sự phát triển tập trung ở vùng Vịnh Puget, và vào năm 2003 đã thông báo rằng thế hệ tiếp theo của máy bay phản lực, 787, sẽ được lắp ráp ở Everett. Hãng Boeing bắt đầu thuê lại nhân công, công ty này đã tuyển thêm 3,200 nhân công địa phương.
Các hoạt công nghệ cao đang mở rộng vai trò của chúng trong nền kinh tế Seattle. Khu vực này đã phát triển thành trung tâm hàng đầu về các ngành phần mềm, viễn thông, công nghệ sinh học và công nghệ y học. Microsoft, công ty có trụ sở nằm ở khu vực Tây ngoại ô Redmond, đã phát triển lớn mạnh và trở thành nhà sản xuất phần mềm lớn nhất trên thế giới và hiện nay đã thuê xấp xỉ 28,000 nhân công địa phương, đây cũng là doanh nghiệp tư nhân lớn thứ hai trong khu vực. Công nghệ sinh học – chuyên ngành mũi nhọn của trường Đại học Washington, học viện nghiên cứu Ung Thư Fred Hutchinson, tổ hợp lớn về phương tiện y tế ở Seattle – là một ngành công nghiệp phát triển nhanh chóng.
Tiểu bang Washington còn trồng trái cây để xuất khẩu, và rượu nho của tiểu bang này, được sản xuất tại Thung Lũng Columbia ở phía tây Seattle, đang bắt đầu thu hút được những khách hàng trung thành trên thế giới, như lời nhà sản xuất rượu nho Mike Mrachek, chủ nhân hãng rượu St.Laurent Wines. Ông Mrachek nói: "Táo và anh đào của Tiểu bang Washington đã nổi tiếng trên thế giới rồi, và công nghiệp làm rượu nho cũng thế. Chúng tôi trồng được những loại nho có chất lượng".

## Dân số
| Phân loại:                       | Seattle | Washington | Hoa Kỳ |
| Đàn ông (%)                      | 50,4    | 50,2       | 51     |
| Phụ nữ (%)                       | 49,6    | 49,8       | 49     |
| Tuổi trung niên                  | 15,3    | 23,9       | 13,3   |
| Vị thành niên (%)                | 37,7    | 36,7       | 36,4   |
| 18-64 tuổi (%)                   | 73,6    | 64,6       | 74,6   |
| Trên 65 + (%)                    | 11,1    | 11,5       | 12,1   |
| Thu nhập bình quân đầu người ($) | 38 648  | 27 346     | 25 035 |
| Tỷ lệ đói nghèo (%)              | 12,5    | 11,8       | 13,3   |

Dân số thành phố này thời điểm ngày 18 tháng 9 năm 2009 khoảng 602,000 người, là thành phố đông dân thứ 25 ở Hoa Kỳ còn dân số vùng đô thị là 3,407,848 người. Mật độ dân số của thành phố là 7.1 36/mi². Hầu hết sự gia tăng dân số của thành phố diễn ra ở các khu ngoại ô. Giống như những khu đô thị lớn của Mỹ, trước năm 1990 trung tâm thành phố có số lượng dân số ổn định hoặc giảm sút. Cuối những năm 1980, Seattle đảo ngược sự suy giảm suốt 30 năm, và dân số đã nhanh chóng phục hồi từ 493,846 năm 1980 lên 572,600 năm 2004.
Theo cuộc Khảo sát cộng đồng người Mỹ vào năm 2006-2008, thành phần chủng tộc ở Seatte được thống kê như sau:
- Mỹ trắng: 71.3%
- Người Mỹ gốc Phi: 8.0%
- Người da đỏ: 0.9%
- Người châu Á:13.2%
- Người Mỹ gốc Úc: 0.4%
- Chủng tộc khác: 2.2%
- Mỹ lai: 4.0%
- Tây Ban Nha và Mỹ Latin: 5.6%
- Người Việt: 2.4%

Nguồn:
Cũng theo cuộc Khảo sát cộng đồng người Mỹ 2006-2008, tiếng Anh là ngôn ngữ phổ biến nhất khi nói ở nhà, khoảng 78,9% trẻ trên năm tuổi chỉ nói tiếng Anh ở nhà. Tiếng Tây Ban Nha có 4.5% dân số ở Seattle sử dụng; 3.9% dân số nói các tiếng khác thuộc Hệ ngôn ngữ Ấn-Âu; những người nói ngôn ngữ châu Á ở nhà chiếm 10.2% dân số. 2.5% còn lại là những người nói các ngôn ngữ khác.
Vào năm 1999, thu nhập trung bình của một hộ gia đình ở thành phố là $45,736, còn thu nhập trung bình cho một gia đình là $62,195. Nam giới có thu nhập trung bình là $40,929 so với 35,134 $ của phái nữ. Thu nhập bình quân đầu người của thành phố là $30,306. 11.8% dân số và 6.9% số gia đình ở Washington thuộc dạng đói nghèo. Trong số những người sống trong cảnh đói nghèo, có 13,8 phần trăm là ở độ tuổi dưới 18 và 10,2 phần trăm là 65 tuổi trở lên.
Người ta ước tính rằng Quận King có 8.000 người vô gia cư và nhất là ở thành phố Seattle. Trong tháng 9 năm 2005, các huyện đã thực hiện một kế hoạch mười năm để giúp người vô gia cư bằng cách xây dựng nhà cửa cho họ..
| Thay đổi dân số |        |         |         |         |         |         |         |         |         |         |         |         |         |
| Năm             | 1900   | 1910    | 1920    | 1930    | 1940    | 1950    | 1960    | 1970    | 1980    | 1990    | 2000    | 2005    | 2010    |
| Dân số          | 80,671 | 237,194 | 315,312 | 365,583 | 368,302 | 467,591 | 557,087 | 530,831 | 493,846 | 516,259 | 563,374 | 573,911 | 630,320 |

## Cơ sở hạ tầng

### Giao thông

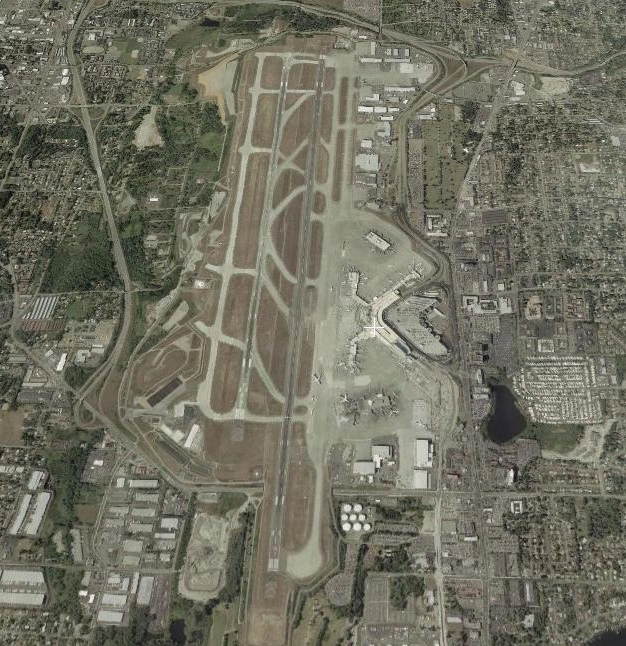
Toàn cảnh sân bay Sea-Tac nhìn từ trên cao

Seattle là một điểm nút giao thông quan trọng ở ven biển Thái Bình Dương, một hải cảng lớn của Hoa Kỳ trong thế kỉ 20.Thành phố tạo lạc trên một vùng cảng biển nước sâu rất đẹp nằm ở ngay trung tâm lưu vực Vịnh Puget. Vị trí này tạo điều kiện thuận lợi cho Seattle khả năng cạnh tranh thương mại trong khu vực cũng như quốc tế. Seattle được ví như một cửa ngõ lớn cho cả khu vực Tây Bắc Thái Bình Dương và Alaska. Seattle đã xây dựng sự thịnh vượng của nó bằng cách tận dụng vị trí chiến lược vốn có.
Sân bay quốc tế Seattle-Tacoma nằm ở phía Nam thành phố có các chuyến bay trực tiếp tới nhiều sân bay khác trong lãnh thổ nước Mỹ cũng như với Canada và các thành phố bên kia đại dương. Thương mại với khu vực Châu Á đã phát triển đáng kể và đóng vai trò quan trọng trong suốt 20 năm qua, và xu hướng này hy vọng sẽ tiếp tục được duy trì hiệu quả trong tương lai. Nằm trong thị trấn gần Sea-Tac và quản lý bởi Cảng Seattle, nó cung cấp các điểm đến như Paris, Luân Đôn, Amsterdam và Tokyo và Đài Bắc. Alaska Airlines có trụ sở chính tại sân bay. Năm 2006, sân bay phục vụ khoảng 30 triệu hành khách. Một sân bay nữa tên là Boeing Field (còn có tên là Sân bay quốc tế King County) được đặt tại Seattle. Nó chủ yếu được sử dụng cho chuyên chở hàng hóa, thử nghiệm các chiếc máy bay Boeing được xây dựng gần đó.
Mặc dù thành phố Seattle có các phương tiện vận tải như đường sắt và xe buýt nhưng xe ô tô mới là phương tiện chủ yếu. Các tàu điện đầu tiên được xuất hiện đầu tiên vào năm 1889 đã góp phần vào việc tạo ra một trung tâm tương đối ổn định. Sự xuất hiện của xe ô tô đã lên tiếng hồi chuông báo tử cho hệ thống đường sắt ở Seattle. Vào năm 1929, hệ thống đường sắt Seattle-Tacoma phải đóng cửa, còn tuyến đường sắt Seattle-Everett đóng cửa vào năm 1939, thay vào đó là xe ô tô giá rẻ chạy trên đường cao tốc. Và đến năm 1941, sự xuất hiện của xe điện chở hành khách đã mang lại sự kết thúc cho xe điện. Điều này đã làm trải rộng mạng lưới xe buýt tư nhân (sau này là công cộng) như là giao thông công cộng duy nhất trong thành phố và cả khu vực.
Seattle tọa lạc tại điểm giao nhau của hai tuyến đường cao tốc nối các tiểu bang: tuyến đường số 5 và 90. Tuyến đường số 5 có lộ trình Bắc - Nam, nối hai thành phố lớn của bờ biển Thái Bình Dương. Tuyến đường số 90 nối liền Seattle với khu vực phía Tây; tuyến đường này mở rộng tới Spokane, Minneapolis- St. Paul, Chicago và cuối cùng là Boston. Rất nhiều tuyến phà đi dọc theo Vịnh Puget và kết nối Seattle với những thành phố khác ở bờ phía đông của khu Sound với Bán đảo Kitsap và Bán đảo Olympic về phía Tây.

### Y tế
Đại học Washington liên tục được xếp hạng một trong những dịch vụ y tế tốt nhất trong một nghiên cứu về y dược gần đây. Các địa phương lân cận của Seattle đã được trang bị hệ thống cấp cứu và y tế hiện đại ngay từ năm 1970. Ba bệnh viện lớn nhất Seattle là Harborview Medical Center, bênh viện công lớn nhất hạt, Virginia Mason Medical Center và Swedish Medical Center's đều nằm tại đồi First Hill. Chính vì thế ngọn đồi này còn được gọi là "Pill Hill" (tạm dịch: đồi thuốc).

## Văn hóa
Seattle thường được xem như nơi sinh ra nhạc grunge với các ca sĩ và ban nhạc nổi tiếng như Nirvana, Pearl Jam, Soundgarden, Alice in Chains, Green River, Mudhoney và Screaming Trees. Những nhóm nhạc này đã ảnh hưởng rất lớn với người dân Seattle vào những năm 1990. Ngoài ra, thành phố cũng có những ngôi sao nhạc jazz như Bill Frisell và Wayne Horvitz, rapper Sir Mix-a-Lot, nhạc công saxophone Kenny G, ban nhạc heavy metal Nevermore, ban nhạc industrial metal KMFDM, và các nhóm nhạc pop/rock như Aiden, Goodness và The Presidents of the United States of America. Một số nhạc sĩ nổi tiếng như Jimi Hendrix, Duff McKagan, Nikki Sixx, và Quincy Jones đều sinh sống ở Seattle. Seattle là một trung tâm biều diễn nghệ thuật trong nhiều năm. Dàn nhạc giao hưởng Seattle là một trong những dàn nhạc lớn nhất thế giới, biểu diễn hơn 125 bản nhạc giao hưởng và được đề cử 12 giải Grammy.
Thơ cũng là một phần nghệ thuật ở Seattle. Nó được phát triển song song với thể loại nhạc indie rock trong thập niên 1980 và thập niên 1990. Các nhà thơ tài năng như Buddy Wakefield (hai lần vô địch thế giới cuộc thi thơ ca), Anis Mojgani (hai lần vô địch quốc gia về thơ ca) và Danny Sherrardune (một lần vô địch quốc gia về thơ ca) đều là người Seattle. Seattle đã tổ chức cuộc thi thơ quốc gia vào năm 2001 và cứ sáu tháng một lần, thành phố đều tổ chức lễ hội thơ Seattle.
Seattle còn nổi tiếng về tiêu thụ nhiều cà phê. Công ty cà phê được thành lập ở đây có Starbucks và Tully's. Seattle là nơi nhóm họp của WTO năm 1999 - cuộc họp bị nhiều nhà hoạt động chống toàn cầu hóa tổ chức biểu tình phản đối. Các nhà nghiên cứu của Đại học Trung tâm bang Connecticut xếp Seattle vào hạng thành phố có học thức nhất châu Mỹ năm 2005. Một thống kê cho thấy tỷ lệ người tốt nghiệp đại học cao đẳng của thành phố này cao nhất trong các thành phố lớn của Hoa Kỳ. Xếp theo đầu người, Seattle xếp thứ 36/522 khu vực học hành ở tiểu bang Washington.

### Truyền thông
Vào năm 2010, Seattle có một tờ báo thường nhật chính là The Seattle Times. Tờ Seattle Post-Intelligence, được xuất bản từ năm 1863 cho đến ngày 17 tháng 3 năm 2009 thì dừng phát hành, chuyển sang làm báo mạng và cùng với The Seattle Times, Seattle Post-Intelligence trở thành hai tờ báo mạng lớn nhất Seattle. Đại học Washington thì phát hành tờ The Daily, một tờ báo của học sinh và chỉ phát hành khi bắt đầu một năm học mới. Các tuần báo nổi bật nhất là Seattle Weekly và The Stranger. Tờ báo Real Change là một tờ báo thường nhật chủ yếu dành cho người vô gia cư và những người ăn xin. Ngoài ra còn có một số tờ báo dân tộc địa phương, bao gồm Northwest Asian Weekly và North Seattle Journal.
Seattle cũng cung cấp cho người dân các đài truyền hình và vô tuyến riêng và phủ sóng trên toàn nước Mỹ, với năm trạm phát các tiếng khác tiếng Anh và hai trạm phát tiếng Tây Ban Nha. Người dùng truyền hình cáp ở Seattle có thể nhận được đài CBUT 2 (CBC) từ Vancouver, British Columbia.
Seattle có hai tạp chí trực tuyến là Worldchaging và Grist.org là hai trong số các "Green Website" vào năm 2007 theo tạp chí Time.

### Thể thao

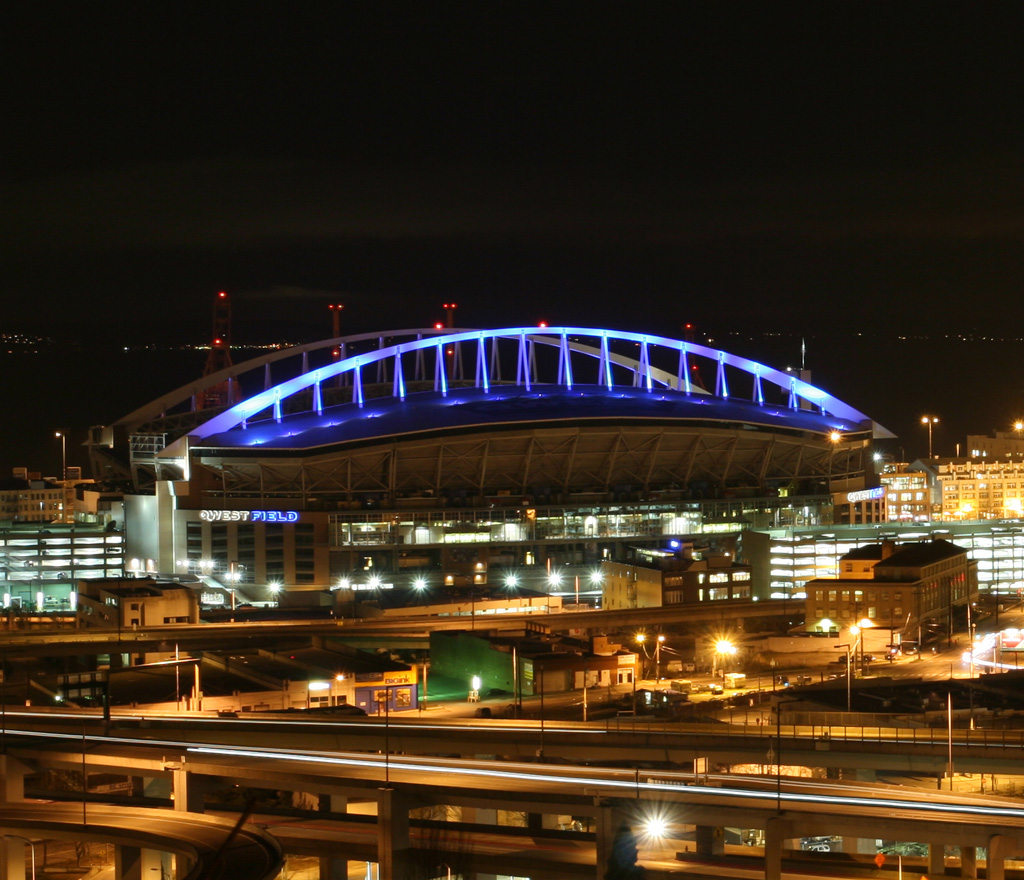
Qwest Field, sân nhà của Seattle Sounders FC và Seattle Seahawk.

| Câu lạc bộ           | Thể thao             | Giải                                     | Địa điểm thi đấu       | Thời gian thành lập. | Vô địch |
| -------------------- | -------------------- | ---------------------------------------- | ---------------------- | -------------------- | ------- |
| Seattle Sounders FC  | Bóng đá              | Major League Soccer                      | Qwest Field            | 2007                 | 0       |
| Seattle Seahawks     | Bóng bầu dục         | National Football League                 | Qwest Field            | 1976                 | 1       |
| Seattle Mariners     | Bóng chày            | Major League Football                    | Safeco Field           | 1977                 | 0       |
| Seattle Thunderbirds | Khúc côn cầu         | Western Hockey League                    | ShoWare Center         | 1977                 | 0       |
| Seattle Storm        | Bóng rổ              | Women's National Basketball Association  | KeyArena               | 2000                 | 1       |
| Seattle Mist         | Bóng bầu dục         | Lingerie Football League                 | ShoWare Center         | N/A                  | N/AQ    |
| Seattle Grizzlies    | Bóng bầu dục kiểu Úc | United States Australian Football League | Mosier Park            | 1998                 | 0       |
| Seattle Mist         | Bóng đá              | Lingerie Football League                 | ShoWare Center         | 2009                 | N/AQ    |
| Seattle SuperSonics  | Bóng rổ              | NBA                                      | KeyArena               | 1967                 | 1       |
| Seattle Totems       | Khúc côn cầu         | Northern Pacific Hockey League           | Olympic View Ice Arena | 2005                 | 4       |

### Thư viện

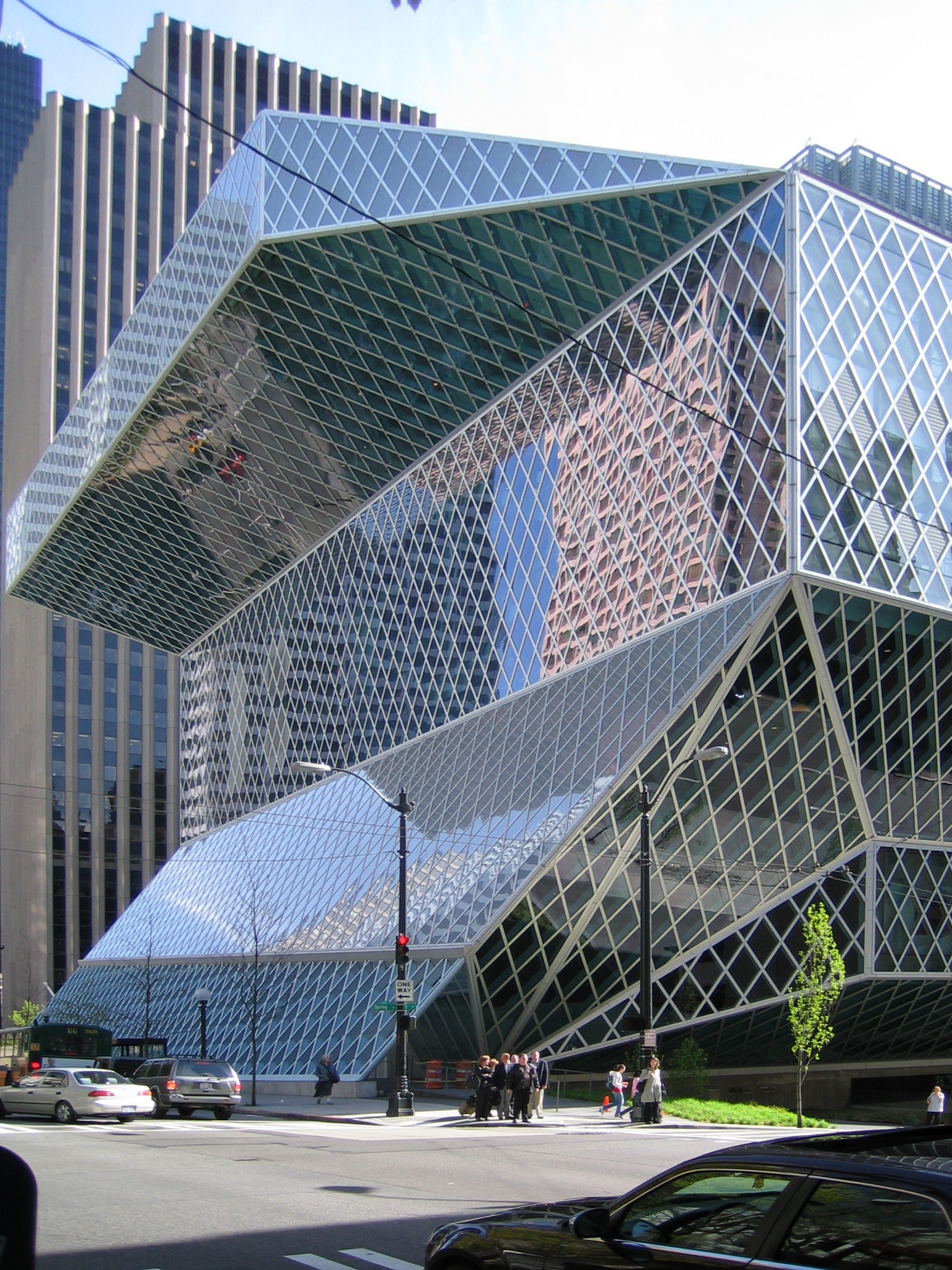
Thư viện trung tâm Seattle

Seattle có một mạng lưới các thư viện công cộng khá dày đặc và phục vụ theo từng nhu cầu của mỗi người. Thư viện Trung tâm Seattle, thiết kế bởi Rem Koolhaas, được mở cửa vào năm 2004.

### Những người nổi tiếng ở Seattle
- Kurt Cobain (20 tháng 2 năm 1967 - 5 tháng 4 năm 1994): Ca sĩ, nhạc sĩ và là nhóm trưởng ban nhạc Nivarna.
- Chris Cornell (20 tháng 7 năm 1964): Ca sĩ, nhạc sĩ.
- Frances Farmer (19 tháng 3 năm 1913 - 1 tháng 8 năm 1970): Diễn viên.
- Bill Gates (28 tháng 5 năm 1955): Doanh nhân, nhà từ thiện, đồng sáng lập Microsoft.
- Jimi Hendrix (27 tháng 11 năm 1942 - 18 tháng 9 năm 1970): Ca sĩ, nhạc sĩ nhạc rock.
- Eddie Vedder (23 tháng 12 năm 1964): Ca sĩ, nhạc sĩ nhạc rock, thành viên nhóm Pearl Jam
- Lý Tiểu Long (21 tháng 11 năm 1940 - 20 tháng 7 năm 1973): Diễn viên, đạo diễn, nhà sản xuất, chỉ đạo võ thuật được chôn cất ở nghĩa trang Lake View, Seattle.
- Lý Quốc Hào (1 tháng 2 năm 1965 - 31 tháng 3 năm 1993): Diễn viên được chôn cất ở nghĩa trang Lake View, Seattle.

## Du lịch

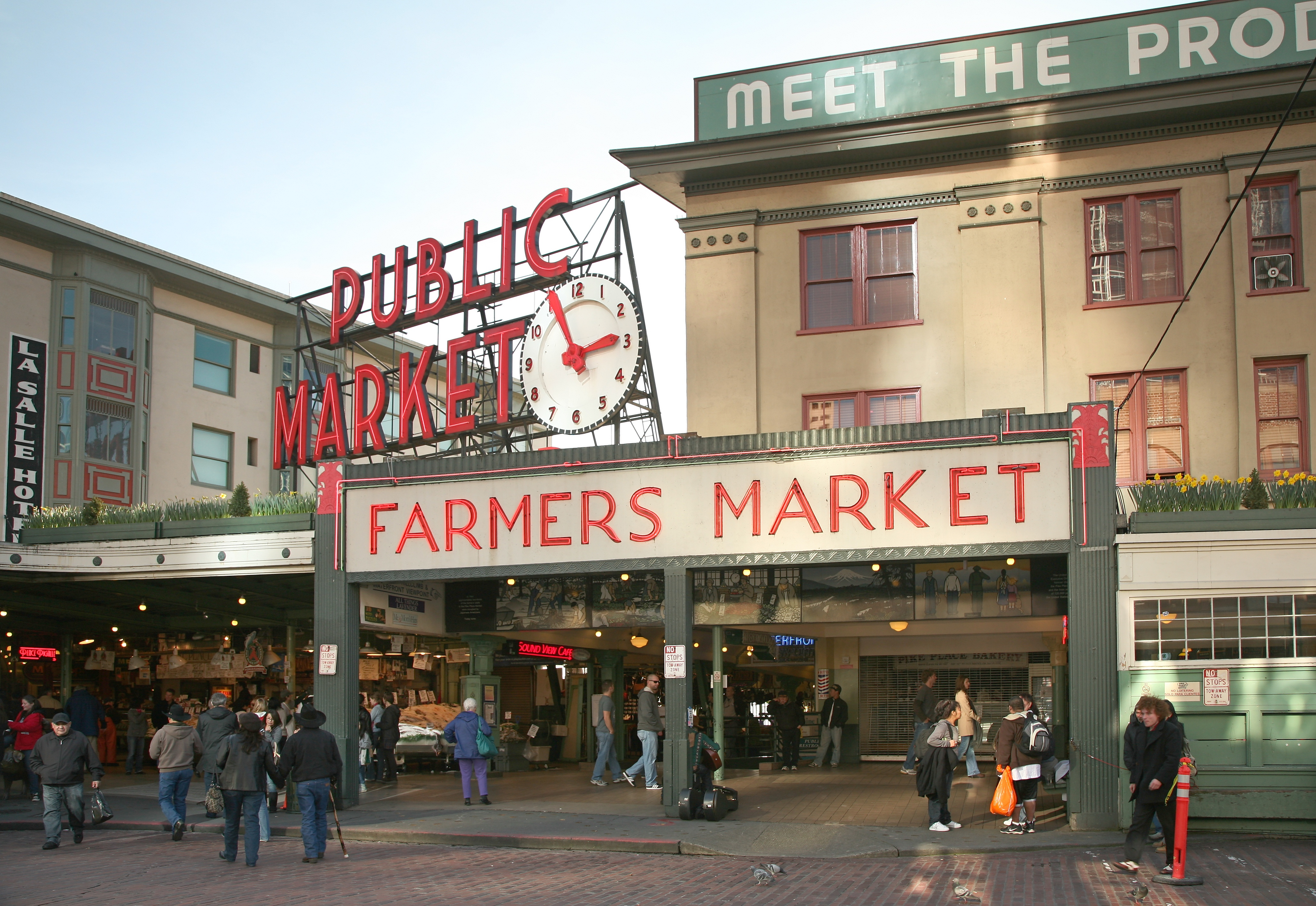
Chợ Pike Place

Seattle có nhiều điểm thu hút sự quan tâm của du khách như Ballard Locks (cống dẫn nước vào Vịnh Puget); Experience Music Project (bảo tàng âm nhạc), Museum of Flight (bảo tàng hàng không)... Khách đến thăm Seattle có thể đi du thuyền trong Vịnh Puget và lên tháp Space Needle. Chợ ngoài trời Pike Place cũng là một điểm đến vô cùng hấp dẫn. Chợ cực kì sạch sẽ, hiện đại và luôn chật cứng vào dịp cuối tuần.
Nằm trên dãy núi Everett, cách Seattle 40 phút chạy xe là nhà máy sản xuất máy bay Boeing. Đa số du khách đặt chân đến Seattle đều tham quan nơi này, kéo dài từ phía Bắc xuống phía Nam của thành phố. Toà nhà của nhà máy sản xuất Boeing này có kiến trúc đồ sộ vào bậc nhất thế giới, đủ rộng lớn để chứa cả công viên Disneyland. Quy trình sản xuất một chiếc máy bay ở đây rất đặc biệt, đến nỗi tour du lịch dành cho du khách tham quan nhà máy này đã trở thành một trong những tour du lịch hấp dẫn nhất ở vùng đất Tây Bắc nước Mỹ này.
Một số những hội chợ và các lễ hội nổi bật hàng năm ở Seattle như Liên hoan phim Quốc tế Seattle, nhiều sự kiện Seafair diễn ra trong suốt Tháng 7 và 8, Northwest Folklife qua ngày Lễ Chiến sĩ trận vong, các chương trình âm nhạc, nghệ thuật và vui chơi giải trí qua ngày Labor Day,... Tất cả thu hút khoảng 100.000 người tham dự, ngang bằng với sự kiện Seattle Hempfest (là sự kiện hàng năm tán thành việc bất hợp pháp hóa đối với ma túy, cần sa và thuốc lá) và Ngày Độc lập Hoa Kỳ.
Ở đây cũng có một số sự kiện thường niên khác, như Seattle Antiquarian Book Fair & Book Arts Show (Hội chợ sách khảo cổ học và sách nghệ thuật); và hội nghị anime, Sakura-Con; Penny Arcade Expo, hội nghị trò chơi điện tử; và một số liên hoan phim như Liên hoan phim Maelstrom International Fantastic và Liên hoan phim Đồng tính luyến ái (Seattle Gay and Lesbian Film Festival).

### Địa điểm nổi tiếng
| Địa điểm                 | Hình ảnh                                    |  |
| ------------------------ | ------------------------------------------- |  |
| Bảo tàng hàng không      | Buồng lái Boeing 737                        |  |
| Chợ Pike Place           | Cổng chợ lúc chiều tối                      |  |
| Công viên Kerry          | Trung tâm thành phố nhìn từ công viên Kerry |  |
| Bến phà Washington State | Một con phà trong Vịnh Puget                |  |
| Tháp Smith               | Tháp Smith ở Seattle                        |  |

Nguồn:

## Chính quyền
Seattle là một thành phố có hiến pháp riêng, với hình thức là Thị trưởng-Hội đồng, khác với đa số các thị trấn lân cận với hình thức Hội đồng-Quản lý. Từ năm 1911, chín thành viên hội đồng thành viên thành phố đều được bầu chọn với quy mô lớn, chứ không phải tách riêng ra bởi các phân khu địa lý. Các cơ quan được quyền bầu khác là luật sư, thẩm phán và những người có ủy quyền. Tất cả họ đều không theo một đảng nào. Seattle là một thành phố theo chủ nghĩa tự do và có xu hướng bầu chọn các chính trị gia phe cánh tả. Với đặc điểm như vậy, Seattle khá tương đồng với các thành phố trong nước cũng theo xu hướng cánh tả như Madison, Wisconsin, Berkeley, California, và Cambridge, Boston tại Massachussets. 

### Biệt danh, hoa, nhạc và khẩu hiệu chính thức
Năm 1981, chính quyền Seattle mở cuộc thi sáng tạo biệt danh mới thay cho biệt danh hiện hành vào thời điểm đó là "the Queen City". "Queen City" được đặt bởi các nhà địa ốc từ năm 1869, nhưng tên này cũng là biệt danh của các thành phố Cincinnati; Denver; Regina, Saskatchewan; Buffalo; Bangor, Maine; Helena, Montana; Burlington, Vermont, Charlotte, North Carolina, và một vài thành phố khác. Sau một năm bình chọn, năm 1982, Seattle có biệt danh mới là "the Emerald City". Tên này được đặt bởi Sarah Sterling-Franklin đến từ California mang ý nghĩa thành phố Seattle có một màu xanh ngọc bích nhờ vào những rừng cây xum xuê rậm rạp, nhờ vào những cơn mưa thường xuyên mang lại sự tươi tốt cho cây trái. Seattle còn có một biệt danh không chính thức khác là "the Jet City", ám chỉ công ty Boeing đặt trụ sở tại đây. Ngoài ra thành phố còn có tên khác nữa là "Portal to the Pacific", cụm từ ám chỉ những đường hầm hướng về phía tây bắt nguồn từ cây cầu trên hồ Washington ở Quốc lộ 90.
Bông hoa chính thức của thành phố là hoa thược dược từ năm 1913. "Seattle the Peerless City" là bài hát chính thức của Seattle từ năm 1909. Và vào năm 1942, khẩu hiệu của thành phố là "The City of Flowers"; 48 năm sau, tức năm 1990, đổi lại thành "The City of Goodwill", hưởng ứng sự kiện Goodwell Games được tổ chức tại Seattle tại thời điểm đó. Vào ngày 20 tháng 10 năm 2006, tháp Space Needle được trang hoàng bởi khẩu hiệu mới "Metronatural". Khẩu hiệu này là kết quả của 16 tháng ròng rã với 200.000 đô la được chi bởi Cục Sự kiện và Du khách Seattle. Tại đây, Diệc xanh lớn là loài chim chính thức do Hội đồng Thành phố bình chọn vào năm 2003.

## Thành phố kết nghĩa
- Beersheba, Israel
- Bergen, Na Uy
- Cebu, Philippines
- Trùng Khánh, Trung Quốc
- Christchurch, New Zealand
- Daejeon, Hàn Quốc
- Galway, Cộng hoà Ireland
- Gdynia, Ba Lan
- Hải Phòng, Việt Nam
- Cao Hùng, Đài Loan
- Kobe, Nhật Bản
- Limbe, Cameroon
- Mazatlán, México
- Mombasa, Kenya
- Nantes, Pháp
- Pécs, Hungary
- Perugia, Ý
- Reykjavík, Iceland
- Sihanoukville, Campuchia
- Surabaya, Indonesia
- Tashkent, Uzbekistan[104]